# Asistencia vial

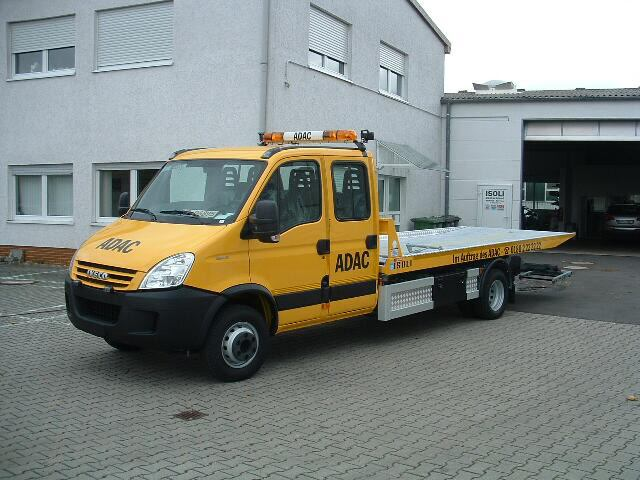
Grúa de ADAC.

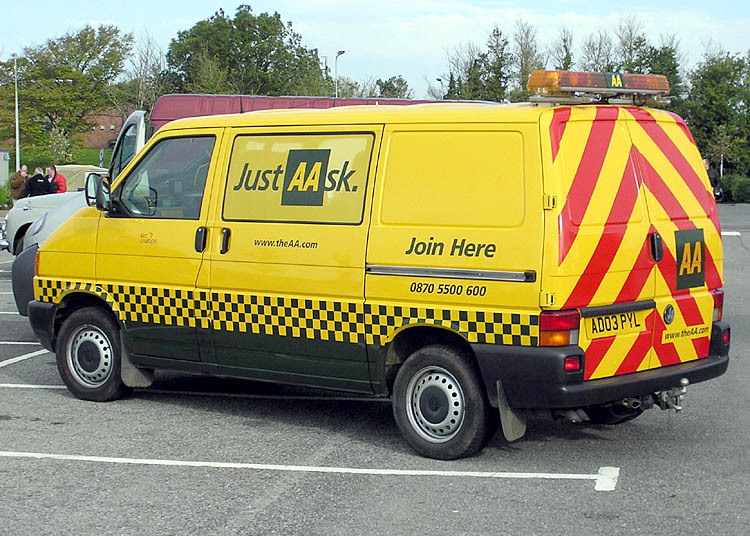
Furgoneta de AA.

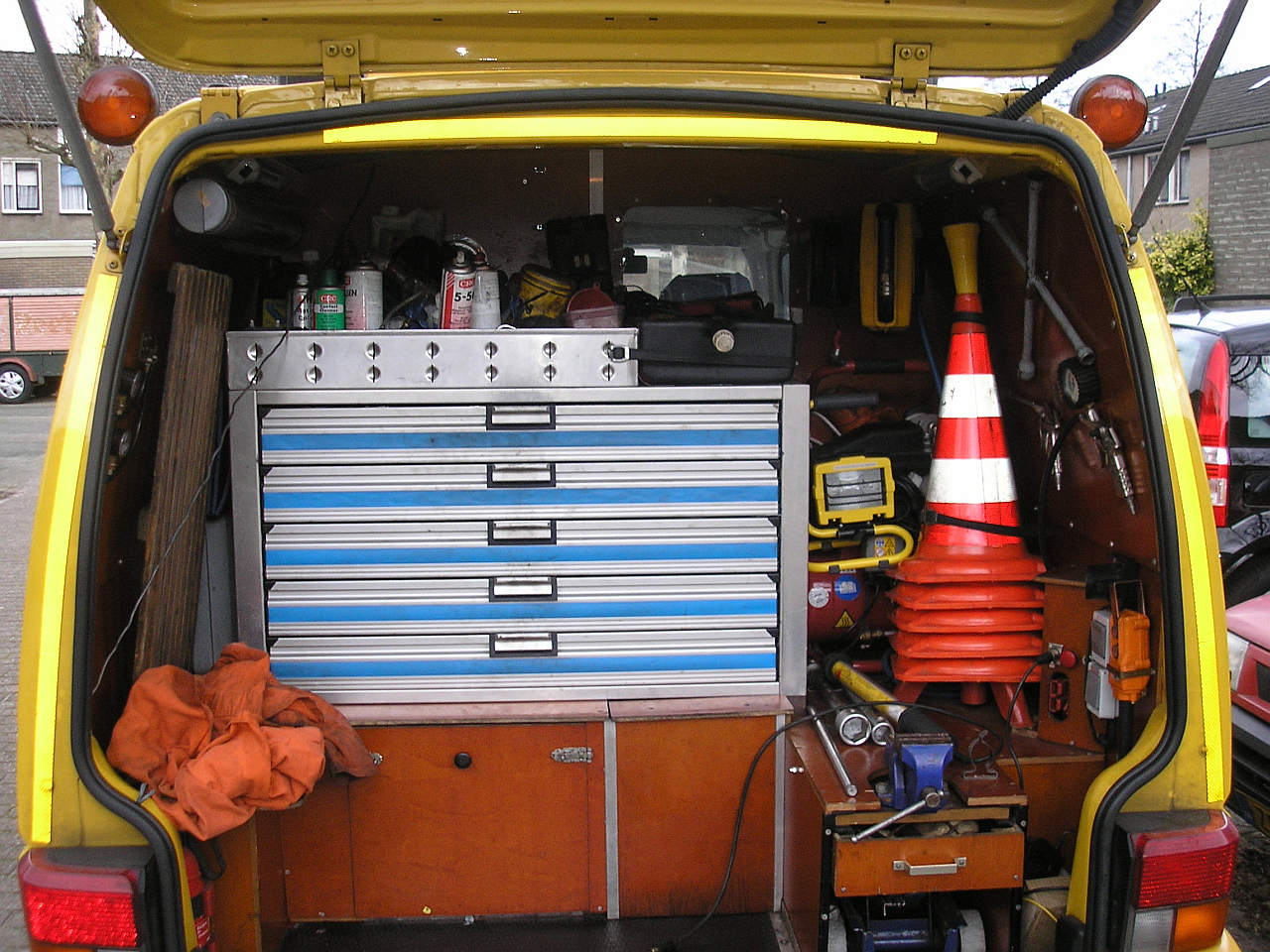
Equipamiento de una furgoneta de asistencia vial.

La asistencia vial es un servicio proporcionado a los conductores cuyos vehículos han sufrido de una falla o problema mecánico lo suficientemente significativo como para inmovilizar temporalmente al vehículo. Este servicio puede ser ofrecido por ciertos talleres mecánicos, asociaciones de automovilistas, aseguradoras, fabricantes automotrices, el gobierno o ciertas concesionarias viales en ciertas vías a su cargo.
La mayoría de estos servicios requieren del pago de una cuota, ya sea en forma mensual o anual, mayormente usado por las asociaciones y aseguradoras; el pago de peajes, mayormente usado por las concesionarias o el gobierno; o en el momento de requerir la asistencia.
Entre los servicios prestados pueden estar el cambio de llantas, arranque con pinzas, la carga de una pequeña cantidad de combustible y otras reparaciones menores. En caso de que el problema no pueda ser arreglado en el lugar o necesite ser movido de manera urgente, usualmente también prestan el servicio de grúa.

## Historia
Con la popularización del automóvil surgieron varias asociaciones de automovilistas, quienes en su mayoría eran fanáticos de los autos. Tiempo después estas asociaciones vieron la necesidad de un servicio de emergencia para ayudar sus miembros. En los primeros años se utilizaron motocicletas para llegar al lugar, las cuales luego fueron remplazadas por vehículos mayores, especialmente furgonetas.

## Asistencia comercial en carretera
La asistencia en carretera es el conjunto de servicios ofrecidos por las entidades como lo son aseguradoras y empresas de gestión de asistencia, en los cuales un equipo de profesionales actúa las 24 horas para solucionar cualquier incidente que de lugar a una inmovilización del vehículo o que interrumpa el viaje.
Estos servicios se ofrecen complementarios a la póliza de seguro del vehículo (a veces con un coste extra), o bien se pueden contratar mediante la adhesión a un club de automovilistas como el RACE Real_Automóvil_Club_de_España. Estos servicios se prestan tanto al vehículo, como a las personas que viajen en él.

### Compañías de asistencia y compañías de seguros
Los servicios de asistencia en carretera normalmente no son gestionados por la compañía de seguros, sino que la compañía aseguradora cede esta cobertura a una compañía de asistencia, de forma que todos las gestiones que se hagan en la asistencia, se deben dirigir siempre a la compañía de asistencia

#### Servicios prestados al vehículo
Por ejemplo, servicios se prestan desde el kilómetro 0. En caso de avería o accidente del vehículo, la compañía pondrá los medios adecuados para resolver el problema del vehículo in situ. Si esto no es posible, enviará al lugar una grúa de remolcaje con el fin de trasladar el vehículo hasta el taller que decida el cliente siempre que no sobrepase los kilómetros cubiertos; o bien remolcarlo hasta la base de grúa, para posteriormente llevarlo hasta dicho taller.
Si el vehículo de motor, debido a un accidente, se hubiese salido de la calzada, el servicio de grúa realizará un rescate o una extracción, con una grúa con pluma o con una grúa de plataforma(si las circunstancias lo permiten).
Normalmente, si la avería tiene una reparación de duración superior a 8 horas según el baremo del fabricante, o el vehículo debe de estar inmovilizado más de 72 horas, la compañía realizará el traslado hasta el domicilio del cliente o hasta un taller cercano al domicilio. Este servicio se realiza mediante unas grúas de traslado, las cuales transportan varios vehículos, los cuales son repartidos por toda la geografía española e incluso internacional.

#### Servicios prestados a los ocupantes del vehículo
Por ejemplo, los servicios se pueden prestar desde el kilómetro 25. A los ocupantes, se les proporcionará un taxi u otro medio de transporte para regresar a su domicilio, e incluso el reembolso de los gastos de hotel si dichos ocupantes deben de esperar unos días la reparación del vehículo.

#### Servicios complementarios
Existen una serie de servicios que complementan al servicio de remolque mediante grúa, sin embargo, la mayoría de los usuarios los desconocen, tal es el caso de:Adelantos de fondos en el extranjero, reembolsos de los gastos farmacéuticos, transmisión de mensajes urgentes, búsqueda del equipaje, etc.

## Zona de vigencia de la asistencia
Algunas compañías cubren todos los percances ocurridos en cualquier país del mundo. No obstante, debido a la gran dificultad de logística internacional y de la coordinación en todos los países, la mayorías de las pólizas de asistencia cubren las averías y los accidentes únicamente en España, Europa y en países ribereños del Mediterráneo.

## Bonificación en la póliza
Mucha gente cree que el uso de la asistencia en carretera implica una pérdida de bonificación en la escala Bonus-Malus, pero no es así, utilizar este tipo de servicio no afecta en la siniestralidad de las pólizas.